# Преторійська сільська рада
Прето́рійська сільська рада (рос. Преторийский сельский совет) — сільське поселення у складі Переволоцького району Оренбурзької області Росії.
Адміністративний центр — село Преторія.

## Населення
Населення — 1503 особи (2019; 1694 в 2010, 2062 у 2002).

## Склад
До складу сільської ради входять:
| Населений пункт        | Населення, осіб (2002) | Населення, осіб (2010) |
| ---------------------- | ---------------------- | ---------------------- |
| Верхній Кунакбай, село | 145                    | 100                    |
| Комишовка, село        | 120                    | 100                    |
| Новомихайловка, село   | 89                     | 80                     |
| Преторія, село         | 1478                   | 1232                   |
| Суворовка, село        | 124                    | 96                     |
| Чорнозерка, село       | 106                    | 86                     |